# 逻辑
逻辑（英語：logic）是研究有效推理的学科，主要分为形式逻辑与非形式逻辑两大分支：前者通过形式化语言研究推论的有效性与逻辑真理，其结论完全取决于论证结构；后者则分析自然语言中的论证，涉及非形式谬误、批判性思维及论证理论。當稱作“一套逻辑”時，特指具有完整证明系统的形式体系。作为基础学科，逻辑在哲学、数学、计算机科学和语言学等领域具均不可或缺。
逻辑研究的是论证，而论证则由前提和结论构成。举例来说，论证的前提为“今天是星期天”和“如果今天是星期天，那么我不需要工作”，由此得出结论“我不需要工作”。前提和结论表达的都是可以判断真假的命题。命题的重要特点之一是其内部结构。比如，复杂命题由多个简单命题组成，这些命题通过诸如“∧”（与）或“→”（如果……那么）等逻辑运算符连接起来。简单命题本身也有部分成分，例如在上述例子中，“星期天”和“工作”就是组成部分。命题的真假通常依赖于其组成部分的具体意义，然而逻辑上必然为真的命题并非如此。它们的真实性仅取决于其逻辑结构，而与命题各个组成部分的具体含义无关。
论证既可以是正确的，也可以是错误的。如果论证的前提能够支持其结论，那么该论证就是正确的。演绎论证是最强的推理形式：若前提为真，则结论必然为真。但这一点并不适用于扩展性论证。扩展性论证提供了从前提中无法直接得出的全新信息。许多日常交流和科学领域的论证都属于扩展性论证。扩展性论证可以进一步分为歸納論證和溯因论证。归纳论证是对多个观察到的事实做出概括性统计结论的过程，例如通过对许多黑色烏鴉的观察来推断所有的乌鸦都是黑色的。而溯因论证则是根据现有的结果推理出最合理的解释的过程，例如医生通过患者的具体症状推断出其可能患有的疾病。那些未能符合正确推理标准的论证往往包含谬误。逻辑系统为评估论证的正确性提供了理论框架。
逻辑自古以来一直都是哲学与思维的重要研究领域。早期的逻辑体系包括亚里士多德逻辑、斯多葛派逻辑、古印度的正理论以及古中国的墨家逻辑。亚里士多德逻辑着重研究三段论形式的推理，其曾在西方世界占据主导地位，直到被现代形式逻辑取代。现代形式逻辑的基础源于19世纪末数学家（例如戈特洛布·弗雷格）的工作。今天，最常用的逻辑体系是经典逻辑，包括命题逻辑和一阶逻辑。命题逻辑仅研究命题之间的逻辑关系，而一阶逻辑则进一步探讨命题内部的部分，如谓词和量词。扩展逻辑在继承经典逻辑基本直觉的基础上，应用于形而上学、伦理学和认识论等多个领域。变异逻辑则拒绝某些经典的逻辑直觉，并提供对逻辑基本法则的替代解释。

## 词源
「邏輯」來自古希臘語，意为有理據的、知识的、辩证的、论辩的；此词又与邏各斯（λόγος）同源，意为詞語、思想、概念、理念、论据、論點、说明、理由、原则、推理。此後“logikḗ”傳入拉丁語（logica），演化為法語（logique）後再借入英語（logic）。其他歐洲諸語拼法亦承襲自拉丁語而形近，如德語，意、西语，葡语等。
李之藻（1565-1630）与人翻译了一本逻辑学著作，译为《名理探》。清朝末年，有著作《辩学启蒙》。1902年嚴復譯《穆勒名學》時，將其意譯為「名」，但這不合名家或者名教之名學中「名」的本意。同时在本作中第一次作为注解提到“逻辑”一词，但他并不提倡。
梁启超在《墨子之论理学》提倡採用和製漢語的意譯「論理」。
1919年孫文在《孙文学说·以作文為證》提倡意譯為「理則」。
1917年章士钊在《逻辑指要》第一次将“逻辑”作为著作的译名。他认为，意译无法精确表达原词所蕴含的意义。由于意译的分歧很大，最终“逻辑”作为“logic”的译名流传下来。

## 概論
邏輯本身是指是推論和證明的思想過程，而邏輯學是研究「有效推論和證明的原則與標準」的一門學科。作為一個形式科學，邏輯透過對推論的形式系統與自然語言中的論證等來研究並分類命題與論證的結構。
逻辑的范围是非常广阔的，從對謬論與悖論的研究之類的核心議題，到利用機率來推論及包含因果論的論證等專業的推理分析。邏輯在今日亦常被使用在論辯理論之中（参见：非形式逻辑）。
传统上，逻辑被作为哲学的一个分支来研究，和文法與修辭一同被稱為古典三艺。古希腊亚里斯多德系统的研究了逻辑系统，介绍于其著作集《工具论》中。 《工具论》是亚里士多德学派的传人们（即逍遥学派）将他的六篇关于逻辑的著作汇编成的一部著作集，并定为此名。这六篇著作分别是《范畴篇》、《解释篇》、《前分析篇》、《后分析篇》、《论辩篇》和《辨谬篇》。
自十九世紀中葉，形式邏輯已被作為數學基礎而被研究，當中經常被稱之為符號邏輯。1903年，阿弗烈·諾夫·懷海德與伯特蘭·羅素寫成了《数学原理》，試圖將邏輯形式地建立成數學的基石。不過，除了些基本的以外，當時的系統已不再被使用，大部份都被集合論所取代掉了。當對形式邏輯的研究漸漸地擴張了之後，研究也不再只侷限於基礎的議題，之後的各個數學領域被合稱為數理邏輯。形式邏輯的發展和其在電腦上的應用是電腦科學的基礎。戈特弗里德·莱布尼茨、乔治·布尔、戈特洛布·弗雷格、 大卫·希尔伯特、库尔特·哥德尔，等等，都在這個過程中非常重要。 

## 分类

### 经典逻辑
经典逻辑: 经典逻辑的逻辑系统基于公理化的传统逻辑的四个基本思维规律：同一律, 排中律, 无矛盾律(也被称为矛盾律),和充足理由律，和其它经典逻辑特有的特征(见:经典逻辑#特征）。 经典逻辑 是19 和 20 世纪的创新, 它比亚里士多德的传统逻辑具有更广泛的应用，并且能够将亚里士多德的传统逻辑表述为一个特例。 同一律, 排中律, 无矛盾律 由亚里士多德提出， 也是伯特兰·罗素在他的著作《哲学问题》中确立了三个思维规律。

### 非经典逻辑
非经典逻辑: 与经典逻辑公理化假设（见：经典逻辑#特征）有矛盾的逻辑系统。例如：拒绝无矛盾律的所有种类的 次协调逻辑 ，包括 相干逻辑， 双面真理说 等等。 这些的形式化次协调逻辑既属于非经典逻辑也属于形式逻辑。

### 形式邏輯
形式邏輯 是对命题、陈述或断然使用的句子和演绎论证的抽象研究。 是研究純形式內容的推論的一門學科，這種內容是很明確的。若一个推论可以被表達成一個完全抽象的規則（即不只是和任一特定事物或性質有關的規則）的一個特定應用，则这个推論擁有純形式內容。形式邏輯的規則由亞里斯多德最先寫成。在許多邏輯的定義中，邏輯推論與帶有純形式內容的推論會是同一種概念。但這不表示非形式邏輯的概念是空洞的，因為沒有任何一種形式語言可以捕捉到自然語言語義間所有的微細差別。 形式是邏輯的核心，但在「形式邏輯」中對「形式」使用時常不很明確，因而使其闡述變得很費解。其中，符號邏輯僅為形式邏輯的一種類型，而和形式邏輯的另一種類型－只處理直言命題的三段論不同。

#### 符號邏輯
符號邏輯捕獲了邏輯推論的形式特徵，並將其抽象化為符號的研究。符號邏輯通常分為兩個分支：命題邏輯和謂詞邏輯。 「形式邏輯」通常作为符號邏輯的同義詞。但廣義地來說，形式邏輯是古老的，可追溯至兩千年以前，而符號邏輯則相對較新，只有一個世紀左右的歷史而已。

#### 數理邏輯
數理邏輯是符號邏輯在其他領域中的延伸，特別是对模型論、證明論、集合論和遞歸論的研究。

### 非形式邏輯
非形式邏輯是研究自然語言論證的一門學科，也被认为与批判性思维相关联, 被理解為不包含符號抽象化的任何一種邏輯推論；這是由「形式語言」和「形式理論」中類推而來的用法。
沒有任何一種形式語言可以捕捉到自然語言語義間所有的微細差別,这说明了非形式邏輯研究存在的必要性。 但非形式邏輯典型特征是不如形式逻辑善于做严密分析。柏拉圖的作品是非形式邏輯的一重要例子。 對謬論的研究是非形式邏輯中尤其重要的一個分支，其历史可追寻于古希腊时期亚里斯多德的著作《辨谬篇》。

### 哲学逻辑
哲学逻辑是指传统上使用公认的逻辑方法来解决或推进哲学问题讨论的哲学领域,是对逻辑更特定于哲学的方面的研究。 该术语被理解为包含并专注于非经典逻辑, 尽管还有其他含义。 约翰·P·伯吉斯 的《哲学逻辑》介绍了非经典逻辑的五个中心分支（时间逻辑、模态逻辑、条件逻辑、相干逻辑和直觉逻辑），重点关注形式化模型和直觉动机之间有时存在问题的关系。进一步的介绍可见其它有关文献。

## 概念

### 邏輯學基本公理

#### 形式邏輯學
经典逻辑的四个基本公理：
同一律（the law of identity）
事物跟其自身相等同，「自己」不能「不是自己」。
無矛盾律（the law of non-contradiction）
事物不能同時「是」跟「不是」。是就是，不是就不是。
排中律（the law of excluded middle）
事物只能有「是」或「不是」兩種狀態，不存在其他中間狀態。
充足理由律（the law of sufficient reason）
任何事物都有其存在的充足理由。

#### 非形式邏輯學
只与非经典逻辑有关的公理：
函中律（the law of included middle）
事物不仅有「是」或「不是」兩種狀態，還存在「非是」及「非不是」的P狀態（possibly true),其值屬於區間[0,1]。
辯證邏輯和對立統一規律：
在辯證邏輯中，允許矛盾的存在，並接納對立統一規律。
在辯證邏輯中認為，社會和思想領域中的任何事物以及事物之間都包含着矛盾性，事物矛盾雙方又統一又鬥爭推動事物的運動、變化和發展。對立統一規律認為，矛盾雙方的同一性與鬥爭性；矛盾的普遍性與特殊性;事物發展過程中的矛盾以及矛盾雙方發展的不平衡性。辯證法是解決矛盾的方法論。

### 邏輯系統的性質
形式邏輯系統可以具有的重要属性包括：
有效性（validity）
依系統的推理規則，若所有前提皆為真則結論必為真（保真）。所有命題之前提皆語義蘊涵（semantic consequence）結論。
自洽性（consistency）
系統中任一定理都不與其他定理相矛盾。不存在命題P，P和非P皆可在系統中證明。
可靠性（soundness）
系統中所有定理（有效且可證明的命題）皆為真。可靠性與完備性互為逆命題。
完備性（completeness）
系統中不存在無法證明或證否的有效命題。系統中真命題皆可證明（真命題皆為定理）且假命題皆可證否。
表达性 (computer science)（Expressivity）
系统中可以表达哪些概念。
一些邏輯系統不擁有上述所有性質，比如庫爾特·哥德爾的哥德爾不完備定理證明了，沒有任何一個蘊涵皮亞諾公理的算術形式系統可以同時滿足自洽性和完備性。同時他的針對沒有通過特定公理擴展為帶有等式的算術形式系統的一階謂詞邏輯的定理，證實了它們可以同時滿足自洽性和完備性。

### 对於逻辑的不同理解
邏輯產生於對論證正確性的關注。邏輯是對論證的研究，這個概念在歷史上是很基本的，而這也是不同邏輯傳統的創立者如柏拉圖和亞里斯多德所設想的。現代的邏輯學家通常會希望確保對邏輯的研究只侷限於由適度一般化了的推論中所產生出來的論證；所以如《斯坦福哲學百科》所稱，「邏輯並不涵蓋有效推理的整個課題，那是理性理論的工作。更明確地說，邏輯處理一種推論，其有效性可追溯至推論中的表述的形式特徵，這可以是語言的，心理的，或其他的表述。」(Hofweber 2004).
相對地，伊曼努爾·康德引入了另一種概念來闡述什麼是邏輯。他主張邏輯應當被設想為判斷的科學，這種想法被戈特洛布·弗雷格採納，寫入他的邏輯與哲學著作之中，其中，思維（德語：Gedanke）這一詞取代了康德的判斷（德語：Urteil）。在此觀點下，有效的邏輯推論是源於判斷或思維的結構特徵。

### 演绎和归纳
演繹推理關注於從給定的前提下有什麼是可得出的。而歸納推理（從觀察中推論出可靠廣義化的過程）有時也被包含在對邏輯的研究中。相對應地，必須要區分出演繹有效性和歸納有效性。一個推論是演繹有效的，若且唯若不可能存在所有前提皆為真但結論為假的狀況。對於形式邏輯的系統，演繹有效性的概念可以用語義學中已明確理解的概念嚴格地陳述出来。另一方面，歸納的有效性則要求必須定義對某一觀察集合的「可靠廣義化」。此定義可以用各種不同的方式來達成，有的方式會比其他的方式不那麼形式化；有些定義也許會用到機率的數學模型。

## 發展历史
许多文化都采用复杂的推理系统，最初僅有三个地方把逻辑学作为對推理方法的明确分析，並且有持续的发展，那就是前6世纪的印度、前5世纪的中国和前4世纪与前1世纪间的希腊。
现代逻辑的形式复杂处理明显源自希腊传统，但是有人提出布尔逻辑的先驱可能知道印度逻辑（Ganeri 2001）。希腊传统自身来自亚里士多德逻辑的传播，伊斯兰哲学家和中世纪逻辑学家对它的评论。欧洲以外的传统没有存活到现代时期：在中国，对逻辑的学术研究传统在韩非的法家哲学之后就被秦朝压制；在伊斯兰世界，艾什爾里派（Ash'ari）的崛起压制了逻辑的原始工作。
但是在印度，经院学派正理派的创新持续到18世纪早期。它没有存活到殖民地时期。在20世纪，西方哲学家如Stanislaw Schayer和Klaus Glashoff探究了印度传统逻辑学的某些方面。
中世纪时期，在亚里士多德的想法显示与信仰大量兼容之后，他的逻辑被给予更大强调。在中世纪的后期，逻辑成为一部分哲学家的關注焦点，他们專注於對哲学论证的逻辑分析。

## 逻辑学学科体系
- 经典逻辑
  - 三段论（传统逻辑，词项逻辑）
  - 布尔逻辑
  - 命题逻辑
  - 一阶逻辑（谓词逻辑）
- 非经典逻辑
  - 次协调逻辑
  - 相干逻辑
  - 双面真理说
  - 可计算性逻辑
  - 多值逻辑
  - 模糊逻辑
  - 模态逻辑
- 数理逻辑（符号逻辑）
  - 代数逻辑
    - 布尔代数
    - 关系代数

  - 模型论
  - 证明论
    - 希尔伯特演绎系统
    - 自然演绎
    - 相继式演算
    - 柯里-霍华德同构

  - 递归论
    - λ演算
    - 组合子逻辑

  - 公理化集合论
  - 二階邏輯
  - 哥德尔不完备定理
- 直觉逻辑（构造性逻辑）
  - Heyting代数
  - 中间逻辑
  - 直觉类型论
- 多值逻辑
  - 三值逻辑
  - 模糊逻辑
  - 概率逻辑
- 亚结构逻辑（子结构逻辑）
  - 线性逻辑
  - 相干逻辑
- 非单调逻辑
  - 缺省逻辑
  - 自动认识逻辑
  - 可废止逻辑
- 模态逻辑
  - 真势模态逻辑
  - 认识逻辑
  - 道义逻辑
  - 时间逻辑（时态逻辑）
  - 动态逻辑
  - 可证明性逻辑
  - 可解释性逻辑
- 哲学逻辑
  - 次协调逻辑（弗协调逻辑）
  - 自由逻辑
- 辩证法（辩证逻辑）
- 非形式逻辑
- 逻辑实现的三种方式
  - 演绎推理
  - 归纳推理
  - 溯因推理（设因推理，假设推理）
  - 可废止推理
- 逻辑史
  - 工具论（古希腊）亚里士多德（384 BC – 322 BC）
  - 思维规律研究（英国）乔治·布尔（1815–1864）
  - 概念文字（德国）弗雷格（1848–1925）
  - 数学原理（英国）罗素（1872-1970）
- 逻辑学应用
  - 数学基础
  - 量子逻辑
  - 分析哲學
  - 计算机逻辑
  - 人工智能
  - 法律逻辑学

### 引用
1. ↑  Vickers, John M. . Oxford Bibliographies. Oxford University Press. 2022  [2023-01-18] （英语）.
2. ↑  Nunes, Terezinha. . Seel, Norbert M.  (编). . Springer Science & Business Media. 2011: 2066–2069. ISBN 978-1-4419-1427-9 （英语）.
3. ↑  Liddell, Henry George, and Robert Scott. "Comp. Greek-English lexicon (LSJ)." (1996).
4. ↑  "逻辑最初译本为固陋所及见者，有明季之《名理探》，乃李之藻所译，今日税务司译有《辩学启蒙》，皆不是本学之深之相副。必求甚近，姑以名学译之"
5. ↑  "吾中国将来之学界，必与日本学界有密切之关系。故今勿宁多采之。免使与方来之译本生参差也"
6. ↑  . sunyat-sen.org.   [2022-07-27]. （原始内容存档于2022-07-26）. 然则逻辑究为何物？当译以何名而后妥？作者于此，盖欲有所商榷也。凡稍涉猎乎逻辑者，莫不知此为诸学诸事之规则，为思想行为之门径也。人类由之而不知其道者众矣，而中国则至今尚未有其名。吾以为当译之为“理则”者也。夫斯学至今尚未大为发明，故专治此学者，所持之说，亦莫衷一是。而此外学者之对于理则之学，则大都如陶渊明之读书，不求甚解而已。惟人类之禀赋，其方寸自具有理则之感觉，故能文之士，研精构思，而作成不朽之文章，则无不暗合于理则者；而叩其造诣之道，则彼亦不自知其何由也。
7. ↑  . news.nankai.edu.cn.   [27 July 2022].
8. ↑  J. Bruno Leclercq et Laurence Bouquiaux, Logique formelle et argumentation, Édition 3, De Boeck Université, 2017 ISBN 978-2-8073-1446-7, ISBN 978-2807314467
9. ↑  J. Robert Cox and Charles Arthur Willard, eds. Advances in Argumentation Theory and Research, Southern Illinois University Press, 1983 ISBN 978-0-8093-1050-0, ISBN 978-0809310500
10. 1 2  Smith, Robin. . 2000-03-18  [2021-05-09]. （原始内容存档于2021-05-09）.
11. ↑  亚里士多德  著; 余纪元 等 翻译. .
12. 1 2  Alfred North Whitehead and Bertrand Russell, Principia Mathematical to *56, Cambridge University Press, 1967, ISBN 978-0-521-62606-4
13. ↑  J. Dirk W. Hoffmann, Grenzen der Mathematik: Eine Reise durch die Kerngebiete der mathematischen Logik, Auflage: 3, Springer Spektrum, 2018 ISBN 978-3-6625-6616-9, ISBN 978-3662566169
14. ↑  J. Martin Davis, The Universal Computer. The Road from Leibniz to Turing, A K Peters and CRC Press, 2011 ISBN 978-1-4665-0520-9, ISBN 978-1466505209
15. ↑  Shapiro, Stewart; Kouri Kissel, Teresa. . 2000-09-16  [2021-05-09]. （原始内容存档于2021-05-10）.
16. ↑  Priest, Graham; Tanaka, Koji; Weber, Zach. . Zalta, Edward N.  (编).  Summer 2018. Metaphysics Research Lab, Stanford University. 2018  [2021-05-09]. （原始内容存档于2021-05-06）.
17. ↑  .   [2021-06-27]. （原始内容存档于2021-08-15）.
18. ↑  .   [2021-06-27]. （原始内容存档于2020-07-25）.
19. ↑  .   [2021-06-27]. （原始内容存档于2021-04-22）.
20. ↑  Aristotle, The Basic Works, Richard Mckeon, editor, Modern Library, 2001, ISBN 978-0-375-75799-0, see especially, Posterior Analytics.
21. ↑  J. Antonio Joaquín Roldán Marco, Lógica: 1º Bachillerato, publicado de forma independiente, 2018 ISBN 978-1-9806-4558-0, ISBN 978-1980645580
22. 1 2  For a more modern treatment, see A. G. Hamilton, Logic for Mathematicians, Cambridge, 1980, ISBN 978-0-521-29291-7
23. ↑  . informallogic.ca.   [2021-05-09]. （原始内容存档于2021-05-11）.
24. ↑  Plato, The Portable Plato, edited by Scott Buchanan, Penguin, 1976, ISBN 978-0-14-015040-7
25. ↑  John P. Burgess. . Princeton University Press. 2009: vii–viii  [2021-07-01]. ISBN 978-0-691-13789-6. （原始内容存档于2020-08-06）.
26. ↑  John P. Burgess, Philosophical Logic, Princeton University Press: 2009.
27. ↑  Lou Goble (ed.), The Blackwell Guide to Philosophical Logic （页面存档备份，存于）, Oxford: Blackwell: 2009 (ISBN 0-631-20693-0).
28. ↑  Gabbay, Dov M.; Guenthner, Franz (编), ,   [2021-07-01], （原始内容存档于2016-09-03）
29. ↑  Mendelson, Elliott. . . Van Nostrand. 1964. ISBN 0412808307.
30. ↑  Logic and Ontology, Stanford Encyclopedia of Philosophy, "In any case, logic does not capture good reasoning as a whole. That is the job of the theory of rationality. Rather it deals with inferences whose validity can be traced back to the formal features of the representations that are involved in that inference, be they linguistic, mental, or other representations."
31. ↑  J. Jörg Hardy und Christoph Schamberger, Logik der Philosophie: Einführung in die Logik und Argumentationstheorie, UTB GmbH, 2017 ISBN 978-3-8252-4897-0, ISBN 978-3825248970

## 外部連結
- 倪梁康：〈現象學與邏輯學〉 （页面存档备份，存于）（2004年）
- 倪梁康：〈《邏輯研究》中的觀念對象和觀念直觀〉 （页面存档备份，存于）（2009年）
- History of Logic in Relationship to Ontology （页面存档备份，存于） Annotated bibliography on the history of logic